# Metcalfa pruinosa
La Metcalfa, (Metcalfa pruinosa Say, 1830), è un rincote Omottero appartenente alla famiglia Flatidae. È un insetto floemomizzo, che si nutre di linfa vegetale, di cui digerisce solo la parte proteica, mentre la parte zuccherina, indigesta, viene espulsa sotto forma di melata che si deposita sugli organi vegetali. Dato l'elevato contenuto zuccherino, la melata attira diversi imenotteri, tra cui le api che lo trasformano in miele, nel periodo estivo; risultando di fondamentale importanza per api e apicoltori. Il miele di questo particolare tipo di melata è l'unico che non prende il nome da una specie vegetale.
La specie tuttavia può essere dannosa per l'agricoltura, poiché Metcalfa pruinosa se in forte sviluppo causa danni alle colture, in particolare attira delle specie fungine, provocando fumaggini che si sviluppano sulle sostanze zuccherine della melata.

## Distribuzione geografica ed origine
Metcalfa pruinosa è un insetto d'origine americana, dove è diffusa sia al Nord (Canada, Ontario, Québec, Usa, Messico, isole Caraibiche) sia al sud fino al Brasile. È stato introdotto accidentalmente in Europa e rinvenuto per la prima volta in Italia nel 1980 in Veneto. Da qui ha colonizzato tutto il territorio nazionale, isole comprese, e si è diffuso anche nelle zone circostanti (Francia, Svizzera, Croazia, Slovenia).. Oggi in calo in tutta Italia.

## Piante ospiti
La Metcalfa può attaccare più di 200 specie di vegetali arborei ed erbacei; fra le piante ospiti più importanti economicamente troviamo la vite, gli agrumi, le pomacee e le drupacee oltre a molte piante impiegate per costituzione di siepi a scopo ornamentale, che possono costituire importanti focolai per la diffusione dell'infestazione.

## Morfologia
L'uovo è bianco, allungato, subcilindrico, lungo circa 1 mm con due solchi longitudinali.
Gli stadi giovanili passano da un colore bianco candido ad una colorazione verde chiaro. La secrezione cerosa di cui sono ricoperti è particolarmente abbondante nelle ninfe, e costituisce delle masserelle che rimangono incollate alle piante insieme alle esuvie delle precedenti età.
Gli adulti virano verso un colore dapprima grigio chiaro e poi più scuro e misurano circa 3 mm di lunghezza. Le ali anteriori, a trapezio, vengono tenute verticalmente e avvolgono il corpo quando l'insetto è a riposo. Il capo è provvisto di occhi composti molto sviluppati e di un apparato boccale pungente succhiante, tipico di molti rincoti.

## Biologia
Metcalfa pruinosa presenta un ciclo univoltino (1 sola generazione annua) svernando come uovo deposto nelle anfrattuosità della corteccia delle numerose piante ospiti. La nascita delle prime neanidi ha luogo verso metà maggio, ma prosegue fino a metà luglio in quanto la schiusura delle uova è scalare. Lo sviluppo attraversa tre stadi di neanide e due di ninfa, quindi, verso la seconda decade di luglio si osservano i primi adulti; su vite all'epoca dell'invaiatura la maggior parte degli individui presenti ha completato lo sviluppo. Verso settembre – ottobre, nelle ore notturne, avvengono gli accoppiamenti; in seguito la femmina depone 50 - 100 uova che si schiuderanno in primavera. Le uova vengono parzialmente infisse nella corteccia tramite il robusto ovopositore morfologico della femmina.
Le ninfe e gli adulti di Metcalfa pruinosa sono mobili e in grado di spiccare salti, unendo il salto al volo,  mentre le neanidi non sono mobili e tendono a permanere sulla pagina inferiore delle foglie.

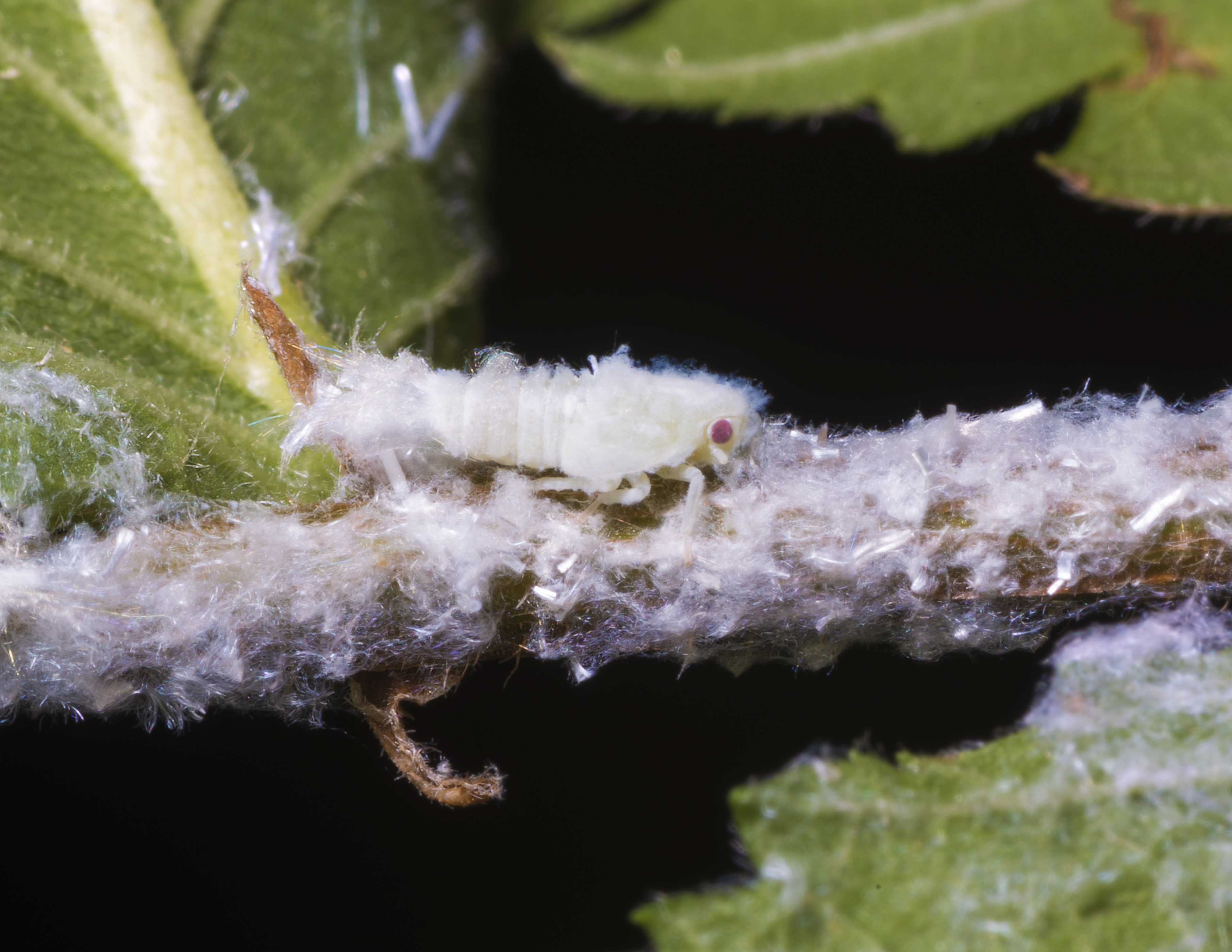
Neanidi di Metcalfa pruinosa

## Danni
I danni sono causati dalla sottrazione della linfa e, principalmente, dalla produzione di melata e cera di colore biancastro che imbrattano foglie, tralci, germogli e grappoli. Su queste secrezioni si possono sviluppare abbondanti fumaggini che compromettono la capacità fotosintetica della pianta. Se le infestazioni sono molto forti può essere compromesso il corretto sviluppo dei germogli, mentre la melata può attirare vespe che danneggiano i grappoli maturi. La presenza di piante ospiti quali sambuco, acero campestre o robinia possono favorire le infestazione delle specie coltivate che si trovano in prossimità.
La presenza dell'imbrattamento, che tende ad assumere una colorazione nerastra in seguito allo sviluppo di funghi saprofiti, permette un facile riconoscimento delle piante colpite.

## Lotta

### Lotta chimica
La lotta chimica nei confronti della Metcalfa è resa necessaria solo su certe colture e in presenza di forti attacchi, ma presenta notevoli difficoltà per la protezione cerosa degli insetti e la elevata mobilità degli adulti che rende facile la reinfezione da altre piante.

### Lotta biologica
La diffusione di Metcalfa pruinosa in forte espansione è dovuta alla quasi totale assenza di nemici naturali nel continente europeo.
I limitatori naturali di Metcafa pruinosa sul continente europeo sono ridotti, costituiti per lo più da larve di neurotteri crisopidi e larve e adulti di coccinelidi.
È possibile impiegare l'antagonista imenottero driinide Neodryinus typhlocybae, diffuso nell'area di origine della metcalfa che sembra costituire un valido fattore di contenimento. Un antagonista è la cinciallegra che si nutre dell'insetto in una delle prime fasi (quando è bianco e saltante).
Tra i prodotti fitosanitari utilizzati più frequentemente per la lotta di questo parassita vi è il piretro (sotto forma di vari nomi commerciali).